# Federico Castellanos
Claudio Federico Castellanos García, noto semplicemente come Federico Castellanos (Maldonado, 15 dicembre 1992), è un calciatore uruguaiano, attaccante del Piriápolis.

## Caratteristiche tecniche
È un centravanti.

## Carriera
Cresciuto nel settore giovanile dell'Atenas, ha esordito in prima squadra il 19 ottobre 2013 disputando l'incontro di Segunda División Profesional perso 2-1 contro il Rocha.